# Agnieszka Piwowar
Agnieszka Beata Piwowar – polska biochemiczka i farmaceutka, profesor nauk farmaceutycznych, prorektor Uniwersytetu Medycznego we Wrocławiu (2020–2024). 

## Życiorys
Studiowała analitykę medyczną na Wydziale Farmaceutycznym z Oddziałem Analityki Medycznej Akademii Medycznej im. Piastów Śląskich we Wrocławiu. Pracę magisterską napisała pod kierunkiem Wandy Dobryszyckiej (1992). W 1999 uzyskała tamże stopień doktora nauk medycznych na podstawie rozprawy pt. „Wybrane enzymy proteolityczne i ich inhibitory w osoczu krwi oraz granulocytach obojętnochłonnych chorych na cukrzycę typu II” (promotorka – Maria Warwas). W 2010 habilitowała się na podstawie dorobku naukowego, w tym dzieła „Modyfikowane postaci albuminy jako markery stresu oksydacyjnego i zaburzeń klinicznych w cukrzycy typu 2”. W 2017 otrzymała tytuł profesora nauk farmaceutycznych.
Bezpośrednio po studiach w 1992 rozpoczęła pracę w Katedrze i Zakładzie Biochemii Farmaceutycznej. Od 2014 w Katedrze i Zakładzie Toksykologii, gdzie rok później awansowała na stanowisko profesor nadzwyczajnej; później została kierowniczką Katedry. W latach 2008–2016 piastowała funkcję prodziekan ds. Oddziału Analityki Medycznej, następnie zaś dziekan. Była pełnomocniczką rektora ds. zarządzania jakością ISO na Wydziale. Prorektor ds. dydaktyki w kadencji 2020–2024.
Zainteresowania naukowe Piwowar obejmują złożone zaburzenia biochemiczne i metaboliczne w patogenezie cukrzycy typu 2 i jej powikłaniach; nowe parametry diagnostyczne (np. cystatyna C) i prognostyczne choroby (np. modyfikowane postaci albuminy, chitotriozydaza), identyfikację substancji naturalnych o właściwościach antyglikooksydacyjnych, analizę wiązania leków do modyfikowanej w warunkach choroby cząsteczki albuminy. Wypromowała czworo doktorów.
W 2016 za zasługi w działalności na rzecz rozwoju medycyny została odznaczona Srebrnym Krzyżem Zasługi. Otrzymała także odznakę honorową „Za zasługi dla ochrony zdrowia”, Medal Komisji Edukacji Narodowej oraz dyplom uznania Krajowej Izby Diagnostów Laboratoryjnych za pracę na rzecz środowiska. Wyróżniana Srebrną i Złotą Odznaką Uczelni, nagrodami Rektora na niwie zawodowej i naukowej (m.in. za prace magisterską i doktorską). Rozprawa habilitacyjna Piwowar otrzymała nagrodę Ministra Zdrowia.

## Publikacje
- Biochemia laboratoryjna : podręcznik dla studentów analityki medycznej : praca zbiorowa. Agnieszka Piwowar (red.). Wrocław: Akademia Medyczna im. Piastów Śląskich, 2011, s. 196. ISBN 978-83-7055-524-5.